# Dihomo-gama-linolna kiselina
Dihomo-γ-linolna kiselina (DGLA) je ω−6 masna kiselina sa 20 ugljenika. U fiziološkoj literaturi, ona se naziva 20:3 (ω−6). DGLA je karboksilna kiselina sa tri cis dvostruke veze. Prva dvostruka veza je locirana na šestom ugljeniku od omega kraja. DGLA je elongacioni produkt γ-linolne kiseline (GLA; 18:3, ω−6). GLA, je nezasićeni proizvod linoleinske kiseline (18:2, ω−6). DGLA se formira u telu produžavanjem GLA. DGLA je izuzetno široko rasprostanjena masna kiselina. Ona je prisutna u tragovima u životinjskim proizvodima.